# Humax
Humax ist ein südkoreanischer Hersteller von Antennentechnik.

## Geschichte
HUMAX wurde 1989 im südkoreanischen Seoul gegründet und wird seit April 1997 an der KOSDAQ unter der WKN (28080KQ) geführt. Gegründet wurde die Firma im Februar 1989 als Conin System Co., Ltd. durch sieben diplomierte und promovierte Absolventen der Seoul National University, Abteilung für Steuer-/ Regelungstechnik und Instrumentierung. Im Mai 1992 begann der Vertrieb von digitalen Karaoke-Geräten für den privaten Gebrauch und im September 1996 die Entwicklung und der Vertrieb von Set-Top-Boxen für den digitalen Satellitenempfang.
Als weltweit führender Receiver-Hersteller betreibt HUMAX neben dem Stammsitz in Korea Geschäftssitze in Japan, dem Mittleren Osten, Indien, Australien, Europa und den USA. Im Januar 2000 wurde mit der HUMAX-Digital GmbH die deutsche Niederlassung in Oberursel bei Frankfurt eröffnet.
Diese liegt seit dem Mai 2013 in Unterföhring bei München. Von hier aus werden sämtliche Aktivitäten des Unternehmens in Deutschland, Österreich, der Schweiz und dem osteuropäischen Raum gesteuert.
Im November 2000 erreichte die Exportsumme 100 Mio. US-Dollar und ein Jahr später 200 Mio. US-Dollar. Im Mai 2006 kam der erste PREMIERE HDTV-Kabelreceiver von HUMAX auf den Markt und im Dezember 2007 lieferte HUMAX mit dem iCord HD den ersten HDTV-Festplattenrecorder aus. „iCord“ wurde im November 2008 als geschützte Handelsmarke eingetragen. Im Dezember 2008 wurde mit dem PDR iCord HD der erste Premiere zertifizierte HDTV-Festplattenrecorder ausgeliefert.

## Produkte für D-A-CH
Produkte für Deutschland, Österreich oder die Schweiz sind:
Terrestrisch:
- HD NANO T2

Satellit:
- iCord Neo (erhältlich seit Juni 2015)[2]
- HD-FOX Twin (erhältlich seit Juli 2015)[2]
- iCord Evolution (erhältlich seit Dezember 2013)[3]
- iCord Pro (erhältlich seit wohl Juni 2014)[4]
- iCord Mini (erhältlich seit November 2011)[5]
- HD NANO Conn@ct RPB (RePlay Bundle), bestehend aus dem NANO Conn@ct sowie 12 Monaten HD+ mit HD+ RePlay, 2 Monaten maxdome und einem WLAN-Stick[6]
- HD NANO Conn@ct (erhältlich seit Februar 2013)[7]
- HD NANO Eco (erhältlich seit Oktober 2014)[8]
- HD NANO Basic (erhältlich seit Februar 2013)[9]
- UHD 4tune+ (erhältlich seit Mai 2016)[10]
- HD FOX IP Connect (erhältlich seit Dezember 2016)[11]
- HD FOX IR Österreich
- VAHD-5300S Schweiz

Kabel:
- iCord Cable (KDG)
- HD-FOX C
- PR-HD2000C (SKY/KDG)
- HDR 4100 C/E

Älter:
- iCord HD+ (wird nicht mehr hergestellt)
- iCord HD (wird nicht mehr hergestellt)
- HD-FOX+ (wird nicht mehr hergestellt)
- HD-FOX (wird nicht mehr hergestellt)
- PDR-iCord HD (wird nicht mehr hergestellt)

Unter zwölf Mitte 2015 von der Stiftung Warentest bewerteten Sat-Receivern war auch ein Humax-Modell, der NANO Eco. Er wurde nicht Sieger in der Gesamtwertung, jedoch bescheinigten sie ihm von allen die beste Bildqualität.